# Juventudes Socialistas Unificadas de Cataluña
Las Juventudes Socialistas Unificadas de Cataluña (en catalán: Joventuts Socialistes Unificades de Catalunya o JSUC) fueron la organización juvenil del Partido Socialista Unificado de Cataluña (PSUC). Creadas el 12 de abril de 1936, poco antes del inicio de la guerra civil, a su desaparición en 1970 fueron sucedidas por la Joventut Comunista de Catalunya (JCC).

## Historia

### Fundación (1936)
Las JSUC surgieron de la unión de las organizaciones juveniles de la Federación Catalana del PSOE, de Unió Socialista de Catalunya (USC), del Partit Català Proletari (PCP) y del Partido Comunista de Cataluña (PCC). El 12 de abril de 1936, durante un acto en el cine Grand Price de Barcelona, se produjo la fundación de las JSUC. Estas también estaban emparentadas con las Juventudes Socialistas Unificadas (JSU), que habían sido creadas en fechas recientes como una unión de las juventudes comunistas y socialistas en el resto de España. Según César Alcalá, la creación de las JSUC constituyó el primer paso para la creación del Partido Socialista Unificado de Cataluña (PSUC).
Dirigidas inicialmente por Àngel Estivill, fueron posteriormente secretarios generales Vicenç Penyarroya, Celestí Martí Salvat y Wenceslau Colomer. Años después, la también comunista Teresa Pàmies se convertiría en una de sus principales dirigentes de la organización.

### Guerra civil española (1936-1939)
Durante la guerra civil las JSUC jugaron un importante papel, tanto en las labores de la retaguardia como en el reclutamiento de voluntarios para el Ejército Popular de la República. Por ejemplo, el secretario de las JSUC, Francisco Graells, falleció en Barcelona durante los combates que se desarrollaron en julio de 1936 contra los militares de la guarnición que se habían sublevado.
En el 1970 su papel dentro del PSUC fue asumido por la Joventut Comunista de Catalunya (JCC).

### Disolución (1970)
En el 1970 su papel dentro del PSUC fue asumido por la Joventut Comunista de Catalunya.

## La JSUC de 2015
En noviembre de 2015, el PSUC Viu, después de que meses antes su rama juvenil Joves Comunistes formara parte del proceso de unidad que llevó a la reaparición de la Joventut Comunista de Catalunya (conjuntamente con CJC - Joves Comunistes), fundó una secretaría de juventud llamada Juventud Socialista Unificada de Cataluña en honor a las JSUC históricas y haciendo un juego de palabras con el nombre del propio partido "PSUC", con los militantes que permanecieron en el PSUC Viu. Meses más tarde adoptará el nombre completo de JSUC-Joventut Comunista.
Su Congreso de fundación se celebró los días 28 y 29 de noviembre de 2015 en Barcelona, en el que se eligió a Ester Pérez como Secretaria General.

## Publicación
El órgano de expresión de las JSUC fue el semanario Juliol, editado entre 1936 y 1938.